# Klässbol
Klässbol is een plaats in de gemeente Arvika in het landschap Värmland en de provincie Värmlands län in Zweden. De plaats heeft 316 inwoners (2005) en een oppervlakte van 59 hectare.

## Verkeer en vervoer
Bij de plaats loopt de Länsväg 175.